# ماريون مان
ماريون مان (بالإنجليزية: Marion Mann) هو طبيب أمريكي، ولد في 29 مارس 1920.